# 크리스 제너
크리스 제너(영어: Kris Jenner /본명: 크리스틴 메리 호턴(영어: Kristen Mary Houghton), 1955년 11월 5일 ~ )는 미국의 방송인, 사업가이다.

## 텔레비전 출연
- 4차원 가족 카다시안 따라잡기
- 댄싱 위드 더 스타
- 도전! 슈퍼모델
- 민디 프로젝트
- 루폴의 드래그 레이스